# Acalypha fragilis
Acalypha fragilis är en törelväxtart som beskrevs av Ferdinand Albin Pax och Käthe Hoffmann.
Acalypha fragilis ingår i släktet akalyfor och familjen törelväxter. Inga underarter finns listade i Catalogue of Life.